# 丹德里亞 (亞利桑那州)
丹德里亞（英語：Dandrea）是位於美國亞利桑那州亞瓦派縣的一個非建制地區。該地的面積和人口皆未知。

## 地理
丹德里亞的座標為34°21′53″N 112°22′37″W / 34.36472°N 112.37694°W，而該地的平均海拔高度為1731米（即5679英尺）。